# Llista de topònims de Trullars
Llista de topònims (noms propis de lloc) de Trullars (Rosselló).
Informació actualitzada per un bot. Els canvis manuals es perdran quan s'actualitzi!

## església
| imatge | Nom                      | Ubicat a | instància de | Detalls                                                                                 | coordenades                                                                        | Protecció | Commons (més fotos)                | Dades a WD                    |
| ------ | ------------------------ | -------- | ------------ | --------------------------------------------------------------------------------------- | ---------------------------------------------------------------------------------- | --------- | ---------------------------------- | ----------------------------- |
|        | Sant Aciscle de Trullars | Trullars | església     | Estil: arquitectura romànica Anomenat per: Iscle de Còrdova Dedicat a: Iscle de Còrdova | 42° 36′ 41″ N, 2° 48′ 28″ E / 42.6114°N,2.80772°E 91.5 msnm                        |           | Église Saint-Assiscle de Trouillas | Modifica les dades a Wikidata |
|        | Santa Maria del Mas Déu  | Trullars | església     |                                                                                         | 42° 36′ 26″ N, 2° 50′ 11″ E / 42.6072222222°N,2.8365°E Catalunya del Nord 100 msnm |           | Chapelle Sainte-Marie de Masdéu    | Modifica les dades a Wikidata |

## Misc
| imatge | Nom                            | Ubicat a            | instància de                                      | Detalls                                                                       | coordenades                                                                                            | Protecció | Commons (més fotos)          | Dades a WD                    |
| ------ | ------------------------------ | ------------------- | ------------------------------------------------- | ----------------------------------------------------------------------------- | --- | --------- | ---------------------------- | ----------------------------- |
|        | Masdéu                         | Trullars            | comanda                                           | Estil: arquitectura romànica                                                  | 42° 36′ 26″ N, 2° 50′ 11″ E / 42.607246°N,2.83651°E 42° 36′ 26″ N, 2° 50′ 13″ E / 42.6073°N,2.83694°E  |           | Commanderie du Mas Deu       | Modifica les dades a Wikidata |
|        | Sant Salvador de Cirà          | Trullars            | abadia                                            |                                                                               | 42° 36′ 18″ N, 2° 50′ 45″ E / 42.6048888889°N,2.84580555556°E                                          |           | Abbaye Saint-Sauveur de Sira | Modifica les dades a Wikidata |
|        | casa de la vila de Trullars    | Trullars            | instal·lació Ús: seu del govern local             |                                                                               | 42° 36′ 36″ N, 2° 48′ 29″ E / 42.6100820497053°N,2.80817863041703°E fr:AV DES ALBERES, 66300 TROUILLAS |           |                              | Modifica les dades a Wikidata |
|        | cementiri de Trullars          | Trullars            | cementiri                                         |                                                                               | 42° 36′ 30″ N, 2° 48′ 21″ E / 42.6084°N,2.80585°E                                                      |           | Cemetery in Trouillas        | Modifica les dades a Wikidata |
|        | recinte fortificat de Trullars | Trullars            | edifici                                           |                                                                               | 42° 36′ 41″ N, 2° 48′ 28″ E / 42.611376°N,2.807889°E                                                   |           | Trullars (Rosselló)          | Modifica les dades a Wikidata |
|        | viaducte del Rard              | Trullars Vilamulaca | viaducte d'una línia ferroviària d'alta velocitat | Travessa: Rard Hi passa: LAV Perpinyà-Figueres Llarg: 180m Anomenat per: Rard | 42° 35′ 58″ N, 2° 50′ 52″ E / 42.599309013850714°N,2.8477065903737344°E                                |           |                              | Modifica les dades a Wikidata |